# Dechenhöhle
Die Dechenhöhle ist eine Schauhöhle im nördlichen Sauerland in Iserlohn (Stadtteil Grüne) in Nordrhein-Westfalen.

## Geschichte

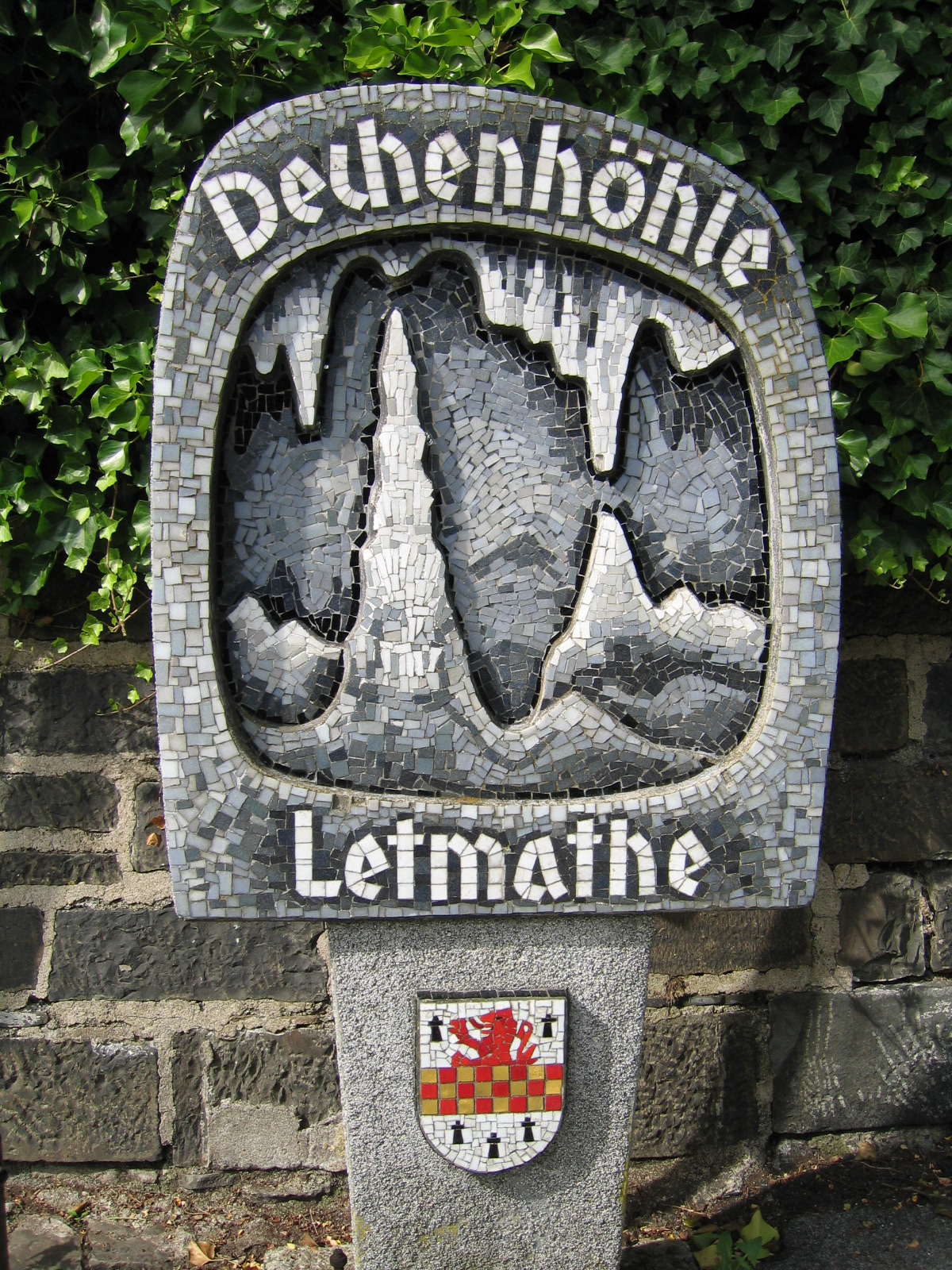
Mosaikstein vor der Dechenhöhle in Iserlohn-Letmathe

Am 10. Juni 1868 wurde die Höhle von zwei Eisenbahnarbeitern entdeckt. Ihnen soll ein Hammer in einen Felsspalt gefallen sein, der sich bei der Suche nach diesem Werkzeug beziehungsweise beim Absprengen eines Felsstückes als Zugang zu einer Tropfsteinhöhle entpuppte. Für Besucher ausgebaut sind 400 von 902 Metern der Höhle.
Die Höhle ist nach dem Oberberghauptmann Heinrich von Dechen (1800–1889) benannt, in Anerkennung für seine Beiträge zur Untersuchung der Geologie des Rheinlandes und Westfalens. Von Dechen besuchte die Höhle, genauso Johann Carl Fuhlrott, der Entdecker des Neandertalers, der in der Höhle nach Knochen suchte und einen ersten Höhlenplan erstellte. Es handelt sich um eine in großen Windungen durch das Kalkgestein ziehende Karsthöhle, deren meist tonnenförmiges geräumiges Gangprofil mit einer Vielzahl unterschiedlicher Sinterformen (Stalaktiten, Stalagmiten, Wandsinterkaskaden, Sinterbecken usw.) ausgekleidet ist. Dieser Reichtum auch an kristallinen Ablagerungen macht sie besonders sehenswert, sodass sie gleich nach ihrer Entdeckung für den Besucherverkehr ausgebaut wurde. Durch ihre relativ hohe Lage über dem Grüner Tal wird sie schon seit Jahrtausenden nicht mehr von Wasser durchflossen, stattdessen bilden unter dem Bodensinter mächtige Lehmablagerungen den Höhlenboden. Zu den Bewohnern der Höhle zählen die Große Höhlenspinne (Meta menardi) und Fledermäuse.
Neben der Höhle befindet sich das im Jahr 2006 neu eröffnete Deutsche Höhlenmuseum. Neben einer Dokumentation zur weltweiten Höhlenkunde werden bedeutende Funde aus der Dechenhöhle präsentiert, wie das Skelett eines im Jahr 2000 hier ausgegrabenen Höhlenbärenbabys und der Schädel eines 1993 entdeckten Waldnashorns. Diese Funde wurden aus den mächtigen Lehmablagerungen des Höhlenbodens geborgen. Eine archäologische Grabungsstelle, die den Besuchern der Höhle die Fundsituation verdeutlicht, kann während einer Höhlenführung besichtigt werden.
Die Höhle befindet sich in einer devonischen Massenkalksenke, die sich von Hagen bis nach Balve erstreckt. Weitere kleinere Schauhöhlen gibt es in Hemer (Heinrichshöhle) und im Hönnetal (Reckenhöhle). Die Dechenhöhle ist eine der vielen Höhlen des Grüner Tals, die zusammengerechnet über 17 Kilometer Ganglänge haben. Die längste Einzelhöhle, die B 7-Höhle, ist etwa 5100 Meter lang. Sie ist nach der Bundesstraße 7 benannt, bei deren Ausbau die vorderen Höhlenteile entdeckt worden sind.
In der Höhle finden auch Konzerte und Musikführungen statt. Eine Führung durch die Höhle dauert etwa 40 Minuten. Während der regulären Führungen darf weder fotografiert noch gefilmt werden.

## Verkehrsanbindung

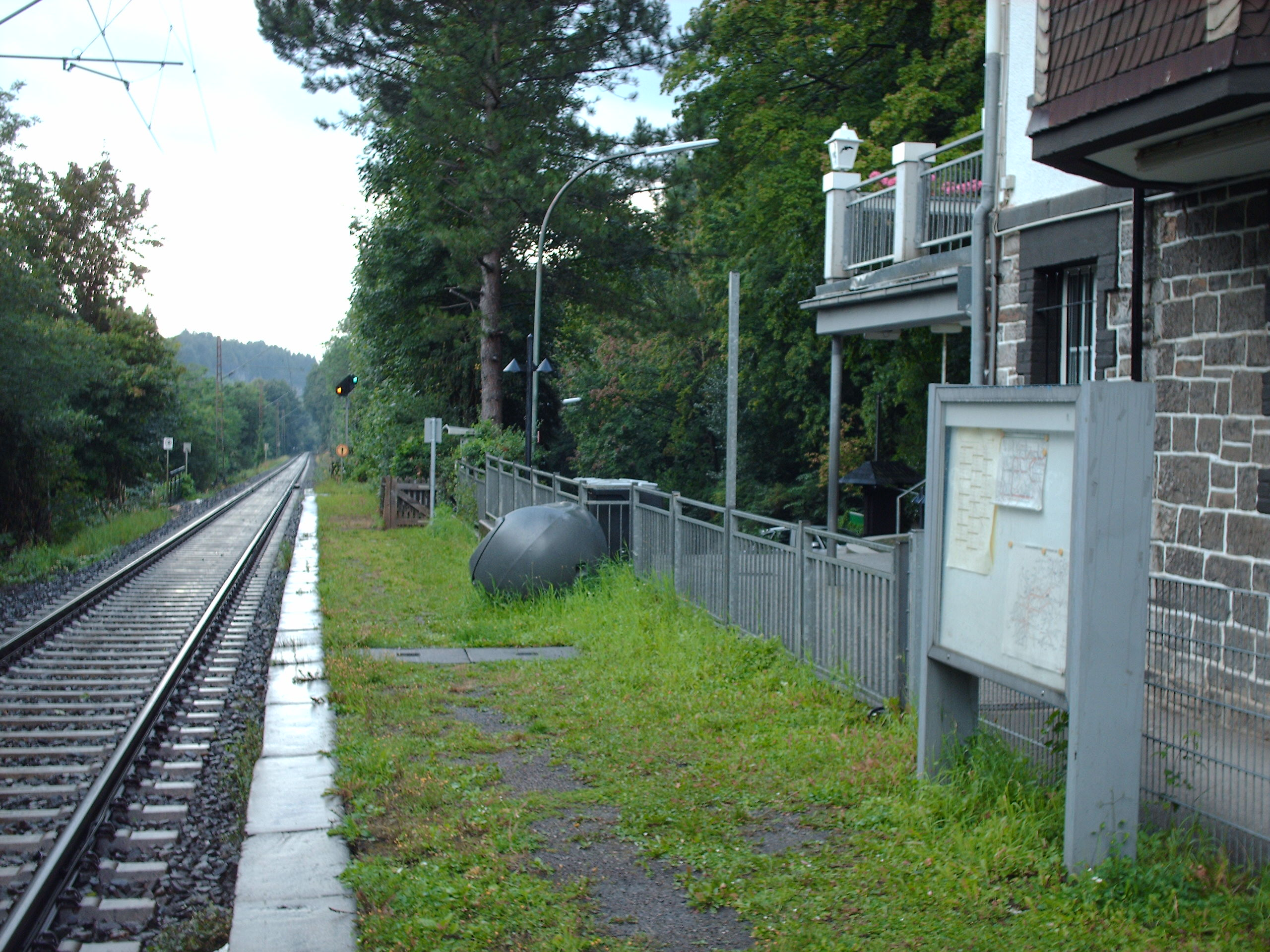
Haltepunkt Letmathe-Dechenhöhle

Als einzige Schauhöhle Deutschlands verfügt die Dechenhöhle über einen eigenen Eisenbahnhaltepunkt. In direkter Nachbarschaft zum Besuchereingang bedienen ihn auf der Bahnstrecke Letmathe–Fröndenberg sämtliche Regional-Express-Züge von Iserlohn nach Essen über Hagen und Bochum (Linie RE 16) sowie die Regionalbahnen von Iserlohn nach Hagen (Linie RB 91). Die Station ist nicht komplett barrierefrei ausgebaut.
| Linie | Verlauf | Takt              |
| ----- | --- | ----------------- |
| RE 16 | Ruhr-Lenne-Express: Essen Hbf – Wattenscheid – Bochum Hbf – Witten Hbf – Wetter (Ruhr) – Hagen Hbf – Hohenlimburg – Iserlohn-Letmathe – Letmathe-Dechenhöhle – Iserlohn Stand: Fahrplanwechsel Dezember 2023 | 60 min            |
| RB 91 | Ruhr-Sieg-Bahn: (Hagen Hbf – Hohenlimburg –) Iserlohn-Letmathe – Letmathe-Dechenhöhle – Iserlohn Stand: Fahrplanwechsel Dezember 2023                                                                        | 60 min (werktags) |

Werktäglich ist die Höhle sowohl über die Linie S1 Schnellbus von Iserlohn nach Lüdenscheid über Altena (Westf) erreichbar, als auch durch die Buslinie 1  an den Iserlohner Stadtteil Letmathe, sowie an den Hagener Stadtteil Hohenlimburg angebunden. In die entgegengesetzte Fahrtrichtung der Linie 1 sind direkte Fahrten bis nach Hemer und weiter bis nach Menden (Sauerland) möglich. Beide Linien werden von der  MVG betrieben.

## Eigentumssituation
Aufgrund der Entdeckung bei Bahnbauarbeiten stand die Dechenhöhle bis 1983 ständig im Eigentum der zunächst privaten, dann staatlichen Eisenbahngesellschaften, zuletzt der Deutschen Bundesbahn. Höhlenführer waren immer nicht mehr betriebsdiensttaugliche Eisenbahner. Ende des Jahres 1983 übernahm die Mark Sauerland Touristik GmbH die Höhle. Sie steht im Eigentum des Märkischen Kreises und der Stadt Iserlohn über die Märkische Kommunale-Wirtschafts-GmbH.